# Asura fruhstorferi
Asura fruhstorferi är en fjärilsart som beskrevs av Aurivillius 1894. Asura fruhstorferi ingår i släktet Asura och familjen björnspinnare. Inga underarter finns listade i Catalogue of Life.